# Rogers (Dakota del Nord)
Rogers és una població dels Estats Units a l'estat de Dakota del Nord. Segons el cens del 2000 tenia 61 habitants.

## Demografia
Segons el cens del 2000, Rogers tenia 61 habitants, 26 habitatges, i 15 famílies. La densitat de població era de 24 hab./km².
Dels 26 habitatges en un 19,2% hi vivien nens de menys de 18 anys, en un 53,8% hi vivien parelles casades, en un 3,8% dones solteres, i en un 42,3% no eren unitats familiars. En el 42,3% dels habitatges hi vivien persones soles l'11,5% de les quals corresponia a persones de 65 anys o més que vivien soles. El nombre mitjà de persones vivint en cada habitatge era de 2,35 i el nombre mitjà de persones que vivien en cada família era de 3,33.
Per edats la població es repartia de la següent manera: un 23% tenia menys de 18 anys, un 8,2% entre 18 i 24, un 19,7% entre 25 i 44, un 26,2% de 45 a 60 i un 23% 65 anys o més.
L'edat mediana era de 44 anys. Per cada 100 dones de 18 o més anys hi havia 161,1 homes.
La renda mediana per habitatge era de 41.250 $ i la renda mediana per família de 53.750 $. Els homes tenien una renda mediana de 47.500 $ mentre que les dones 17.500 $. La renda per capita de la població era de 18.380 $. Entorn del 4,5% de les famílies i el 2,9% de la població estaven per davall del llindar de pobresa.

## Poblacions més properes
El següent diagrama mostra les poblacions més properes.